# Жана омир
«Жана омир» («Жаңа өміp») — общественно-политический и литературно-художественный журнал для казахских и уйгурских школьников Синьцзян-Уйгурского автономного района (СУАР) Китайской Народной Республики.
В период с 1944 по 1949 год данное периодическое печатное издание выходило под названием «Казах ели» (каз. Қазақ елі). В 1949—1957 гг. журнал «Жана омир» издавался в городе Алматы на казахском и уйгурском языках на основе арабской графики.
Журнал публиковал различные произведения казахской и уйгурской литературы, а также учебные материалы для начальных школ. Объём журнала «Жана омир» составлял 5 печатных листов; тираж 5 тысяч экземпляров.